# Kottbusser Tor (métro de Berlin)
Kottbusser Tor est une station des lignes 1, 3 et 8 du métro de Berlin, située dans le quartier de Kreuzberg.

## Situation
Sur les lignes 1 et 3, la station est située entre Prinzenstraße à l'ouest, en direction de Uhlandstraße (ligne 1) ou Krumme Lanke (ligne 3) et Görlitzer Bahnhof à l'est, en direction de Warschauer Straße.
Sur la ligne 8, elle est située entre Moritzplatz au nord-ouest, en direction de Wittenau et Schönleinstraße au sud, en direction de Hermannstraße.
Établie au niveau de la porte de Cottbus, elle est formée d'une plateforme aérienne où circulent les lignes 1 et 3, dont le quai central mesure 110 m de long sur 11 m de large. Le quai central de la ligne 8 est lui souterrain.

## Historique
Kottbusser Tor est l'une des premières stations mise en service le 18 février 1902 avec la première ligne de métro, le Stammstrecke, entre Stralauer Tor et Zoologischer Garten. Pour la construction de la ligne souterraine 8, la station surélevée est démolie et reconstruite 100 m plus loin vers l'ouest. La station souterraine ouvre aux voyageurs le 6 avril 1928.
Depuis le 7 mai 2018, la ligne 3 dessert également la station en effectuant le même parcours que la ligne 1 entre Wittenbergplatz et Warschauer Straße.

## Service des voyageurs

### Accueil
La station possède dix accès et est équipée d'escaliers mécaniques et d'ascenseurs qui permettent les échanges entre les stations aérienne et souterraine, tout en facilitant le déplacement des personnes à mobilité réduite.

### Intermodalité
La station est en correspondance avec la ligne d'autobus no 140 de la BVG

## Galerie de photographies

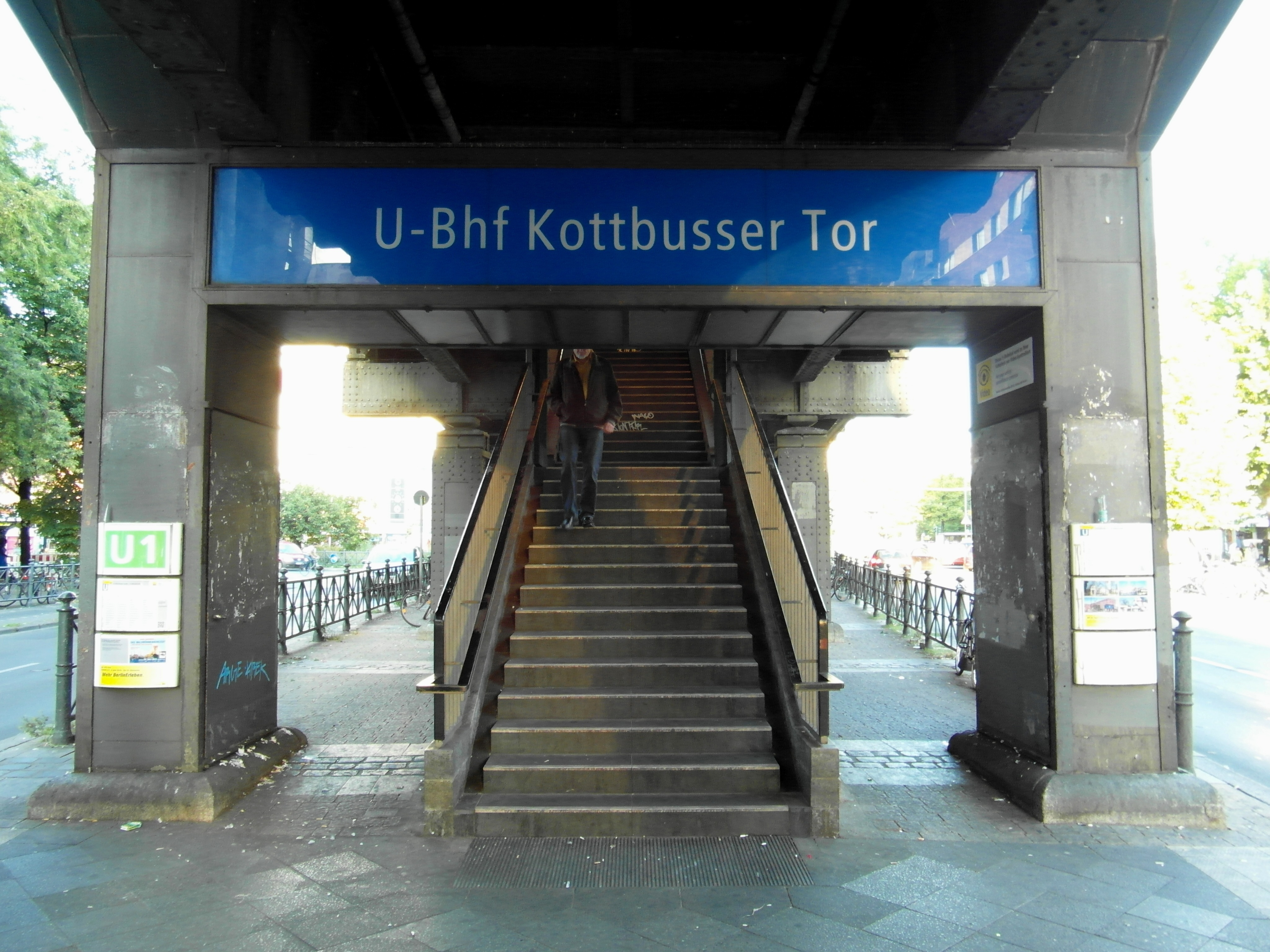
Entrée vers la station surélevée de la ligne 1 (Kbo) depuis Kottbusser Tor.
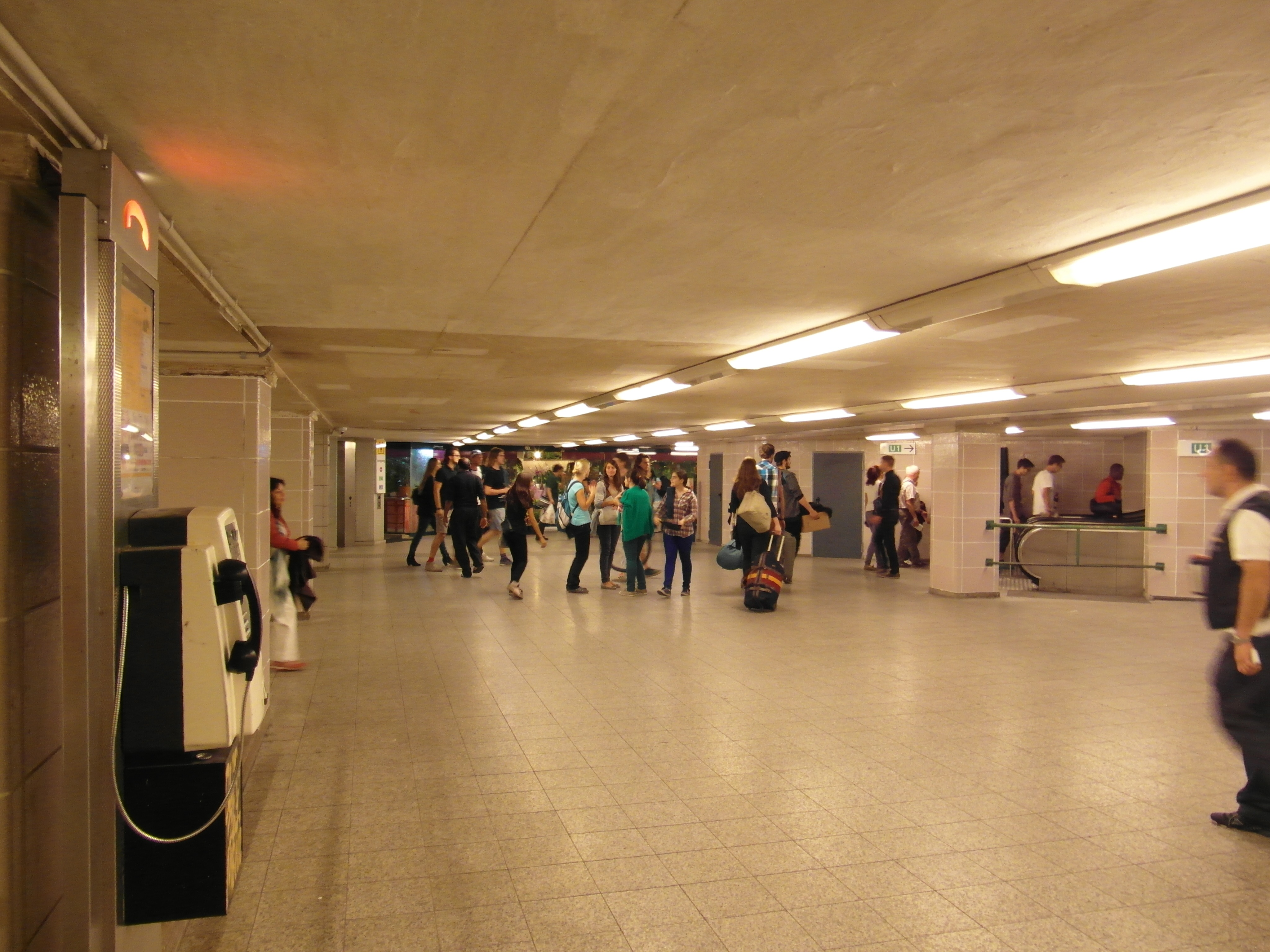
Plate-forme souterraine d'accès à la ligne 8 (Kbu)
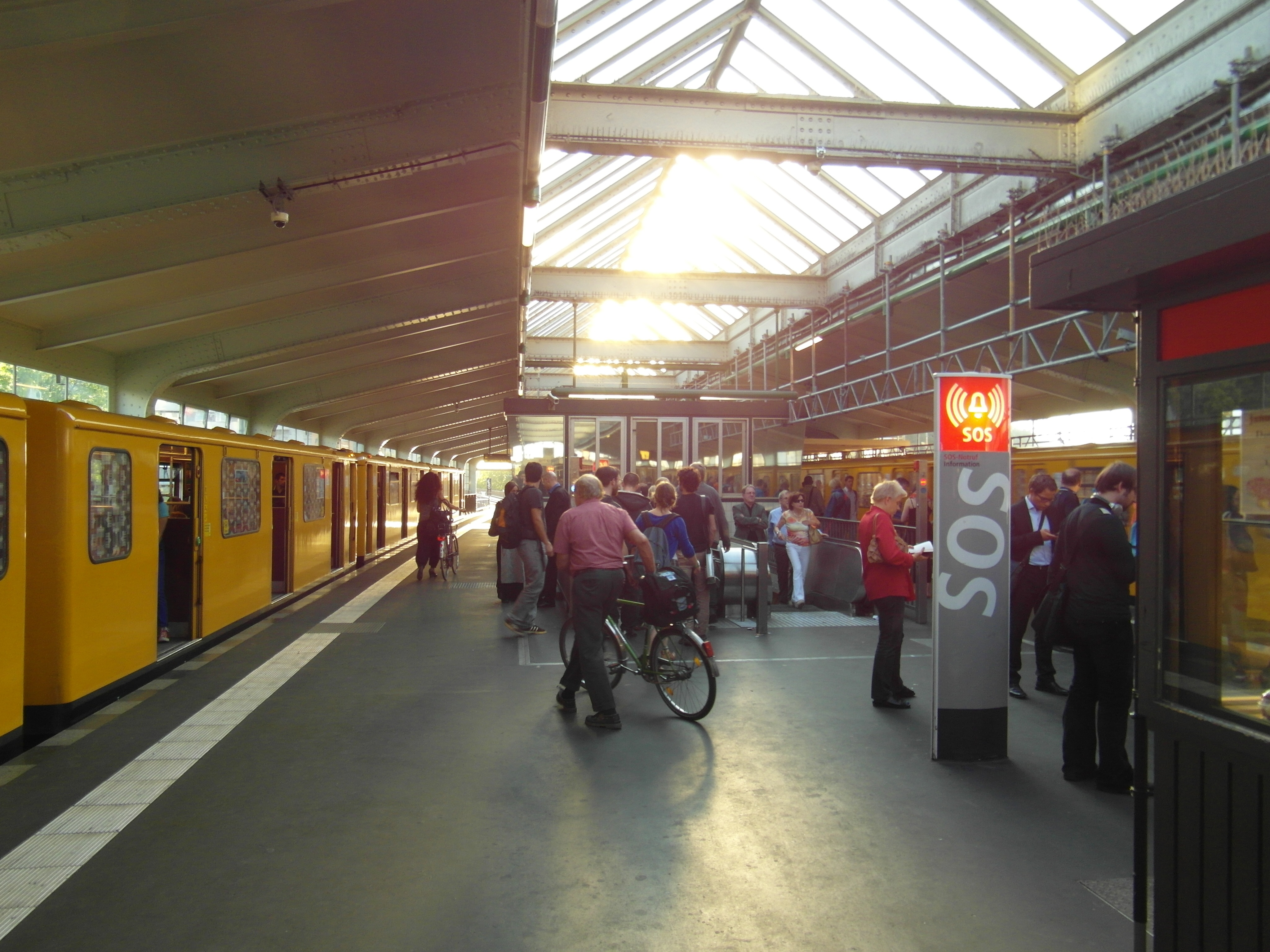
Quais de la ligne 1 (Kbo)
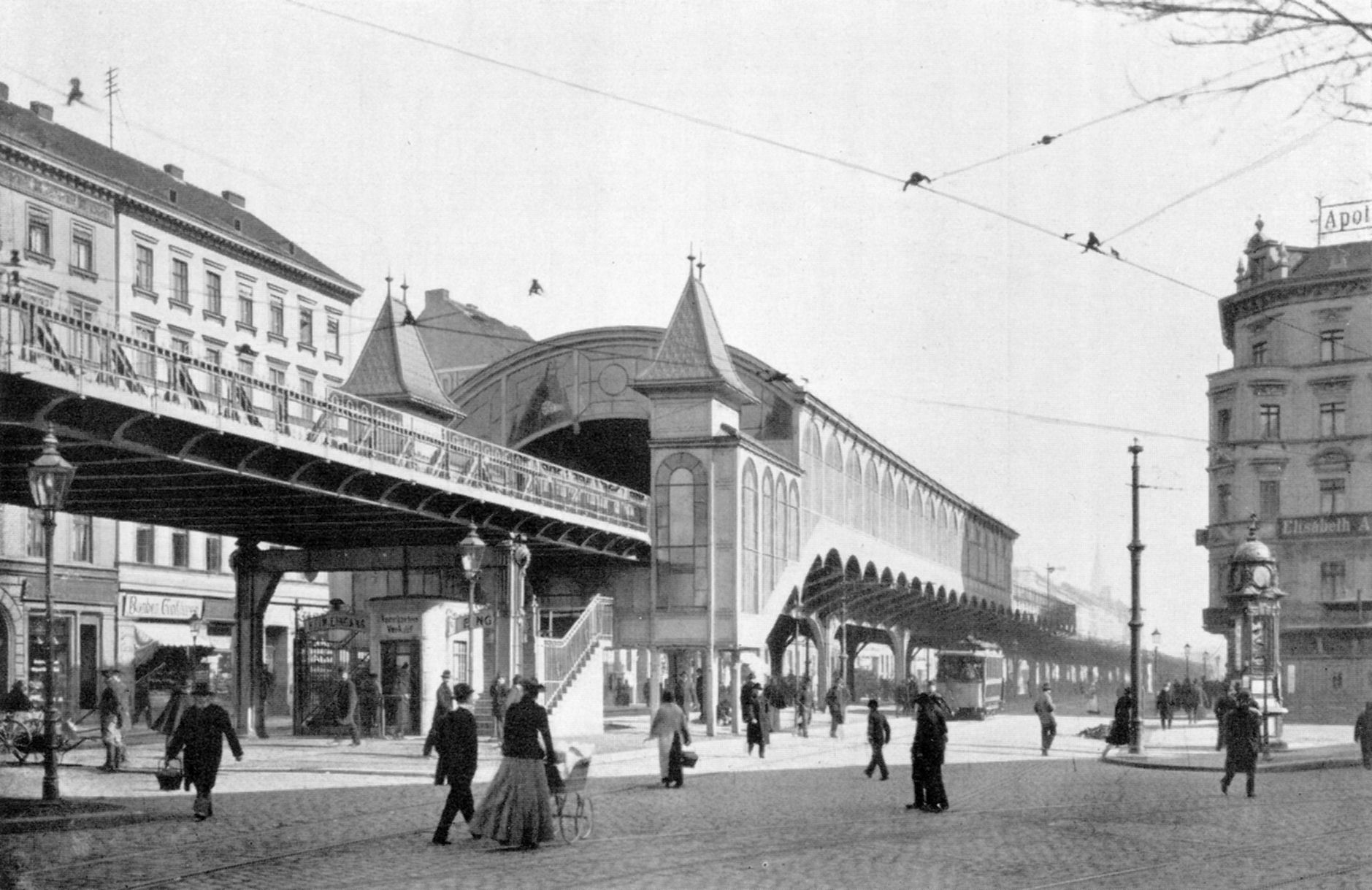
Vue extérieure sur la station de la ligne 1 en 1902 (alors que la station souterraine de la ligne 8 n'existait pas encore).
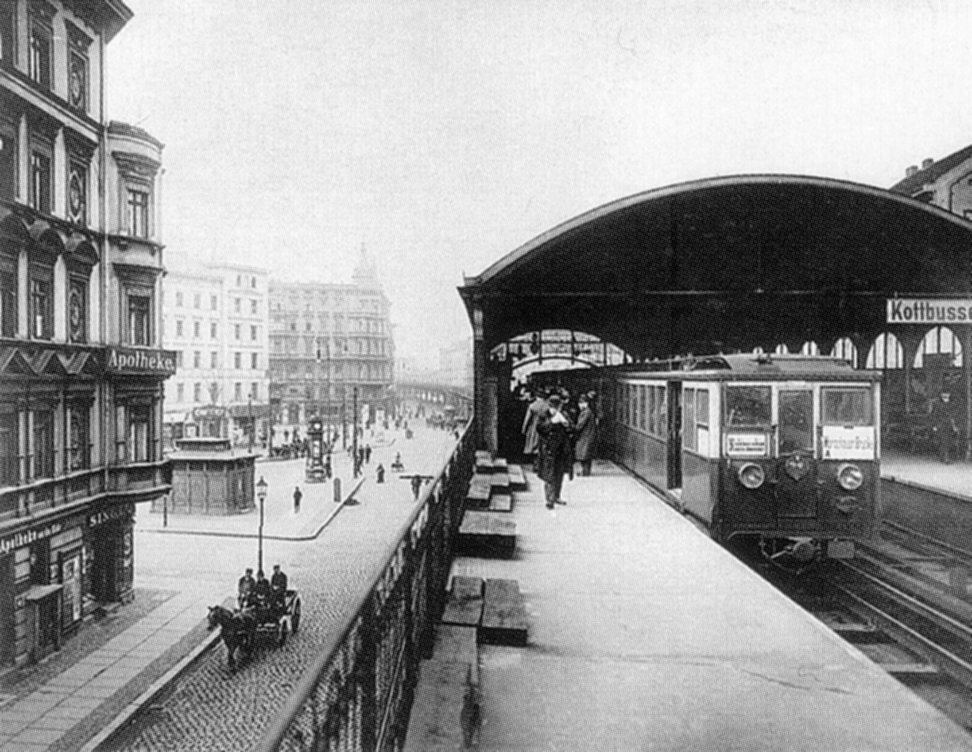
Les quais de la ligne 1 en 1904
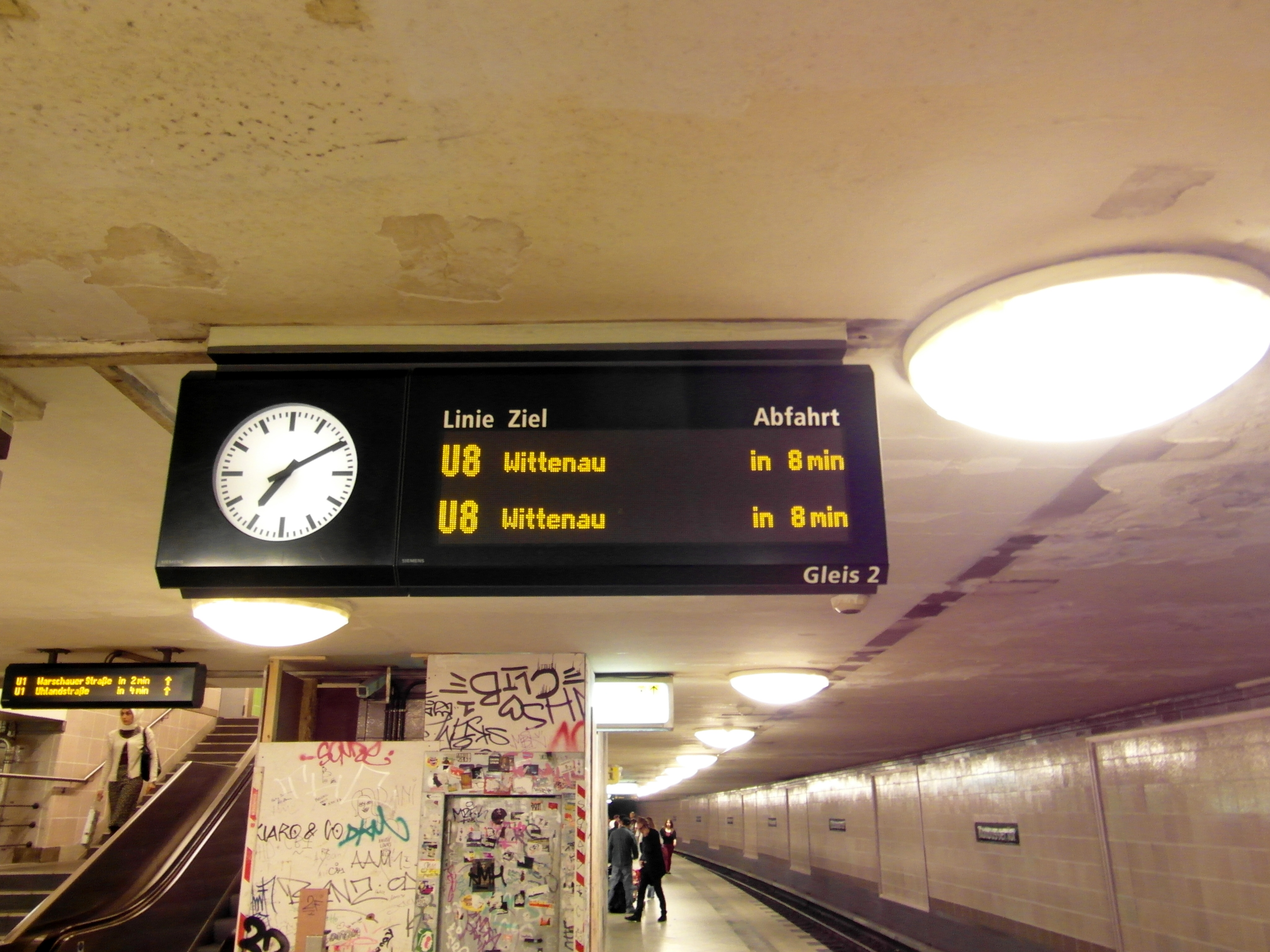
Panneau d'affichage sur les quais de la ligne 8 (Kbu)
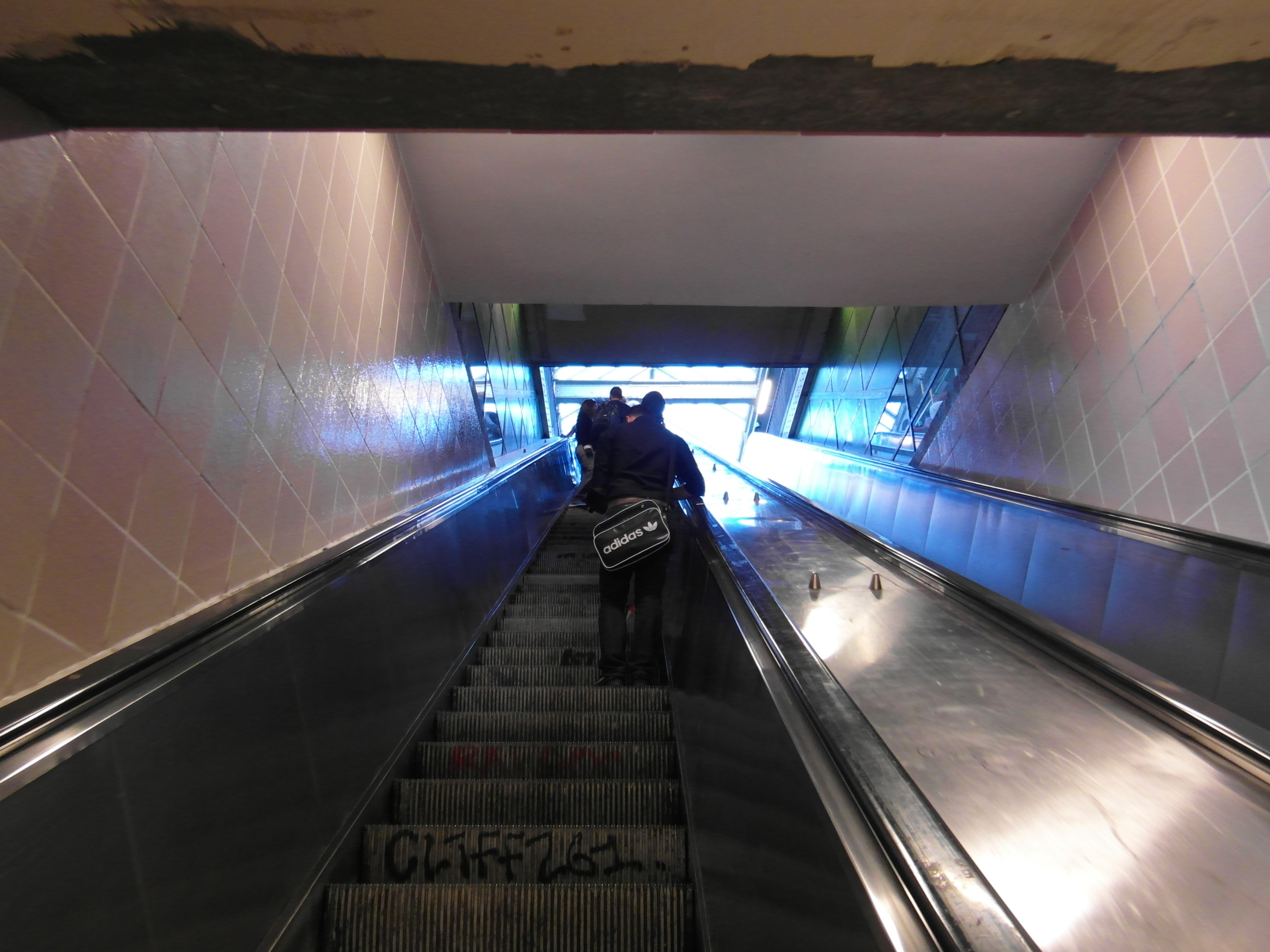
Escalier mécanique d'accès entre la ligne 8 et la ligne 1
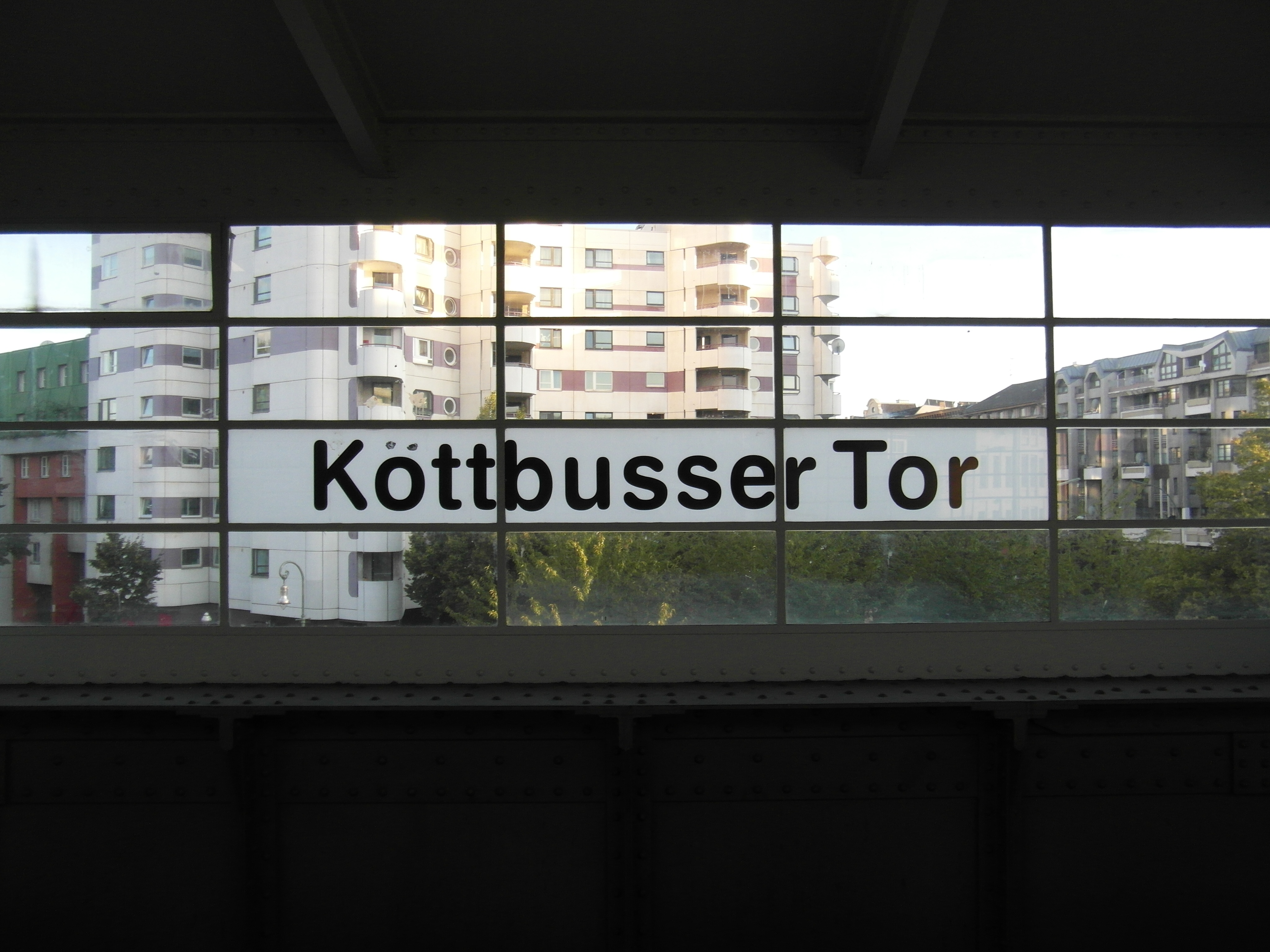
Signalétique de la ligne 1 (Kbo)
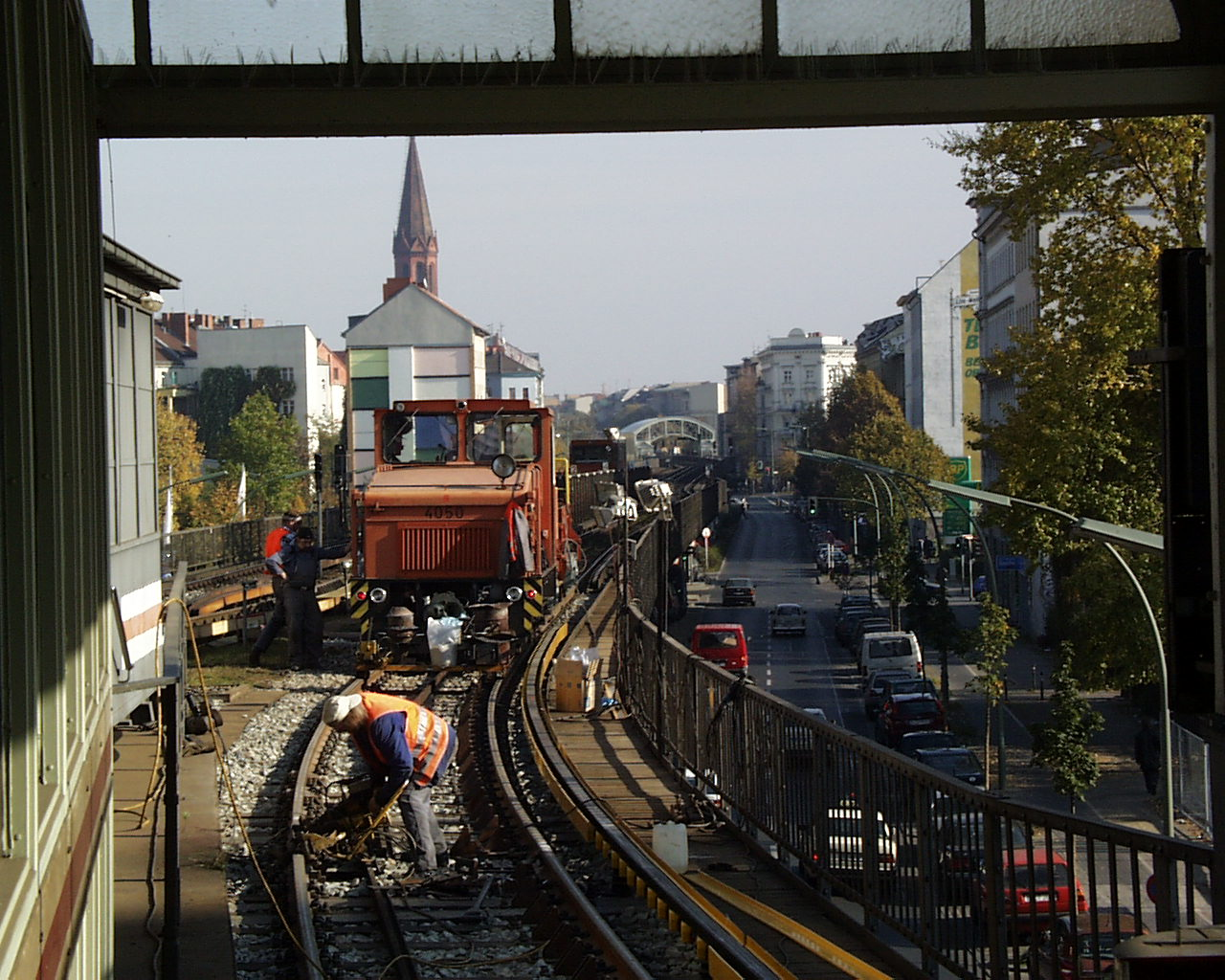
Travaux de maintenance sur la ligne 1 (Kbo)